# Naumburgs domkyrka
Naumburgs domkyrka, på tyska officiellt Naumburger Dom St. Peter und Paul, är en kyrkobyggnad och tidigare domkyrka i Naumburg an der Saale i centrala Tyskland. Kyrkan tillhör de främsta senromanska byggnadsverken i förbundslandet Sachsen-Anhalt och upptogs 2018 på Unescos världsarvslista.
Den första romanska domkyrkan på platsen började uppföras omkring år 1029 efter att biskopssätet för biskopsdömet Naumburg detta år flyttats hit från Zeitz. Den nuvarande senromanska och tidiggotiska kyrkobyggnaden tillkom till större delen under 1200-talet. Kyrkan är ett framstående exempel på en kyrka med dubbla kor och har absid i både den östra och västra änden av kyrkan. Av särskilt konsthistoriskt intresse är Naumburgmästarens skulpturer i kyrkans tidiggotiska västra del. 
Medan Naumburg officiellt fungerade som biskopssäte, hade de senmedeltida biskoparna slottet i Zeitz som sitt huvudsakliga residens. Naumburgerdomen kom att förlora sin funktion som officiellt biskopssäte efter den protestantiska reformationen och den siste biskopen Julius von Pflugs död 1564, då biskopsdömet övertogs av sekulära förvaltare och senare uppgick i Sachsen-Zeitz och kurfurstendömet Sachsen. Kyrkan utgör fortfarande församlingskyrka för Naumburgs evangeliska domkyrkoförsamling och förvaltas av en stiftelse.